# Bonifacio Abdon
Bonifacio Abdon (* 14. Mai 1876 in Santa Cruz, Manila; † 23. April 1944 in Manila) war ein philippinischer Violinist, Musikpädagoge, Komponist und Dirigent. Er wird als Vater des modernen Kundiman, eines Genres philippinischer Liebeslieder, betrachtet.

## Leben
Bonifacio Abdon wurde in Manila geboren. Seine Eltern waren Gregorio und Julia Abdon. Er lebte bei seinem Großvater Juan de Dios Abdon in Pandacan, Manila, wo bekannte Künstler und Musiker wohnten. Er erlernte grundlegende Musiktheorie bei einem blinden Musiker, der Mandong Bulang, Mando der Blinde, genannt wurde. Später studierte er am Ateneo municipial, der Ateneo de Manila University und sang im dortigen Chor. Er blieb aber nicht lange am Ateneo. Mit dreizehn Jahren wird Ladislao Bonus (1854–1908), ein philippinischer Komponist, der auch Vater der philippinischen Oper genannt wird, sein Lehrer. Dieser unterrichtete ihn in Musiktheorie, Komposition, Dirigieren und auf der Violine. Er spielte im Orchesters Carmelo Rizals Violine.
Bekannt wurde Bonifacio Abdon am Anfang des 20. Jahrhunderts durch Sarswelas, Zarzuelas in Tagalog. Zuerst schrieb er Werke für seinen Schwager Patricio Mariano, der nach der Jahrhundertwende Stücke für die Theater in Manila schrieb und für den philippinischen Dichter Aurelio Tolentino. 1902 dirigierte Bonifacio Abdon das Orchester bei Aufführungen von Praxedes Julia Fernandez, einer bekannten philippinischen Sängerin. 1902 war er Dirigent des Orchesters Carmelo Rizals. 1910 gründete er das Orchestra Oriental. 1912 wurde er Musikalischer Direktor des Musikseminars am Ateneo und der musikalischen Gesellschaft der Philippinen. Zu dieser Zeit gab er auch in seiner Wohnung in Quiapo, Manila Violinunterricht. Der Ort wurde als Violinschule bekannt. Den Unterricht setzte er fort, bis er 1920 als Violindozent ans Musikkonservatorium der Universität der Philippinen berufen wurde. Er unterrichtete auch am Istituto de Mueres und der Philippinischen lyrischen Akademie. Unter seinen Schülern waren Nicanor Abelardo, Ernesto Vallejo, Ramon Tapales (1906–1995), Ramon Mendoza, Veneranda Acayan Carreon, Filomena Legarda, Teresa Valdez Thompson, Jose Iñigo und Antonio Lozano. 1921 bildete Abdon zusammen mit dem Violinisten Francisco Avellana, dem Cellisten Felipe Marin und dem Sänger Jose Carrion ein Streichquartett. Im selben Jahr wurde Direktor der Manila Chamber Music Society. In den frühen Zwanzigern dirigierte er viele Zarzuelas und Opern. Seine Karriere dauerte bis zu seinem Tod am 23. April 1944 an einer Nephritis in Manila. Auf dem Manila North Cemetery wurde er begraben.

## Werke

### Lieder und Kundiman
Bonifacio Abdon spielte eine bedeutende Rolle in der Entwicklung des Kundiman vom philippinischen Volkslied zum Kunstlied. Er wird als Vater des Kundiman bezeichnet und gab ihm eine formale Struktur, die ihn von den Aufführungsformen als Volkslied abhob.
- Kundiman. Text: Patricio Mariano.1920[2]. Es war der erste Kundiman, der als Kunstlied gedruckt wurde.
- “Awit ni Maria Clara”
- Ibong adarna

### Bühnenwerke
- Ang Sampaguita [Arabischer Jasmin]. Text: Patricio Mariano
- Deni, Ang Tulisan [Der Bandit]. Text: Patricio Mariano
- Luha’t Dugo [Blut und Tränen]. Text: Patricio Mariano
- La Rosa [Die Rose]. Text: Aurelio Tolentino. Text: Aurelio Tolentino, Manila, 1908[9]
- La Boda Maldita [Blutige Hochzeit]. Drama lirico in einem Akt Text: Aurelio Tolentino, Manila, 1908[10]
- Manila Cinematografica. Text: Aurelio Tolentino, 1908
- Crimen sobre Crimen [Verbrechen auf Verbrechen]. Text: Aurelio Tolentino, 1909
- Ang Anak ng Dagat [Der Sohn des Meeres]. Text: Patricio Mariano, Quezon City, 1921[11]
- Prisionera de amor. Drama lirico in drei Akten. Text: Rosa L. Sevilla de Alvero. Manila 1922 OCLC 432725011

### Kantate
- O! dios sa kalangitan [O Gott im Himmel]

## Einspielungen
- Kundiman. Fassung für Violine und Klavier. Ernesto Vallejo, Violine. Eingespielt am 1. September 1929. Columbia Matritzennummer W147762[12]